# Johann Müller
Johann Müller (cca 1843 – 11. ledna 1928 Horní Rokytnice) byl rakouský podnikatel a politik německé národnosti z Čech, poslanec Českého zemského sněmu.

## Biografie
Působil jako továrník v Horní Rokytnici. Byl ředitelem firmy Müller & Großmann. Zastával funkci okresního starosty. Jako okresní starosta působil od roku 1877 do roku 1922. Okresním starostou byl tedy po dobu 45 let. Roku 1879 obdržel Zlatý záslužný kříž. Od roku 1868 do roku 1874 zastával též funkci obecního starosty v Rokytnici. Jako okresní starosta měl zásluhu na budování lokálních železničních tratí. Byl spoluzakladatelem zemědělského spolku. Obec Vítkovice mu udělila čestné občanství.
Zapojil se i do vysoké politiky. V zemských volbách roku 1895 byl zvolen na Český zemský sněm, kde zastupoval kurii městskou, obvod Rokytnice, Jilemnice. Uváděl se tehdy jako německý liberální poslanec (Německá pokroková strana). Čeští voliči se voleb v tomto obvodu nezúčastnili. V červenci 1899 na mandát rezignoval. Na sněmu ho pak nahradil Josef Bendel.
Zemřel v lednu 1928 ve věku 85 let.